# Dupont (Ohio)
Dupont es una villa ubicada en el condado de Putnam en el estado estadounidense de Ohio. En el Censo de 2010 tenía una población de 318 habitantes y una densidad poblacional de 131,88 personas por km².

## Geografía
Dupont se encuentra ubicada en las coordenadas 41°3′18″N 84°18′3″O / 41.05500, -84.30083. Según la Oficina del Censo de los Estados Unidos, Dupont tiene una superficie total de 2.41 km², de la cual 2.4 km² corresponden a tierra firme y (0.32%) 0.01 km² es agua.

## Demografía
Según el censo de 2010, había 318 personas residiendo en Dupont. La densidad de población era de 131,88 hab./km². De los 318 habitantes, Dupont estaba compuesto por el 99.37% blancos, el 0% eran afroamericanos, el 0.63% eran amerindios, el 0% eran asiáticos, el 0% eran isleños del Pacífico, el 0% eran de otras razas y el 0% pertenecían a dos o más razas. Del total de la población el 0.94% eran hispanos o latinos de cualquier raza.